# Antingham
Antingham is een civil parish in het bestuurlijke gebied North Norfolk, in het Engelse graafschap Norfolk met 355 inwoners.